# Schwellenkreuz

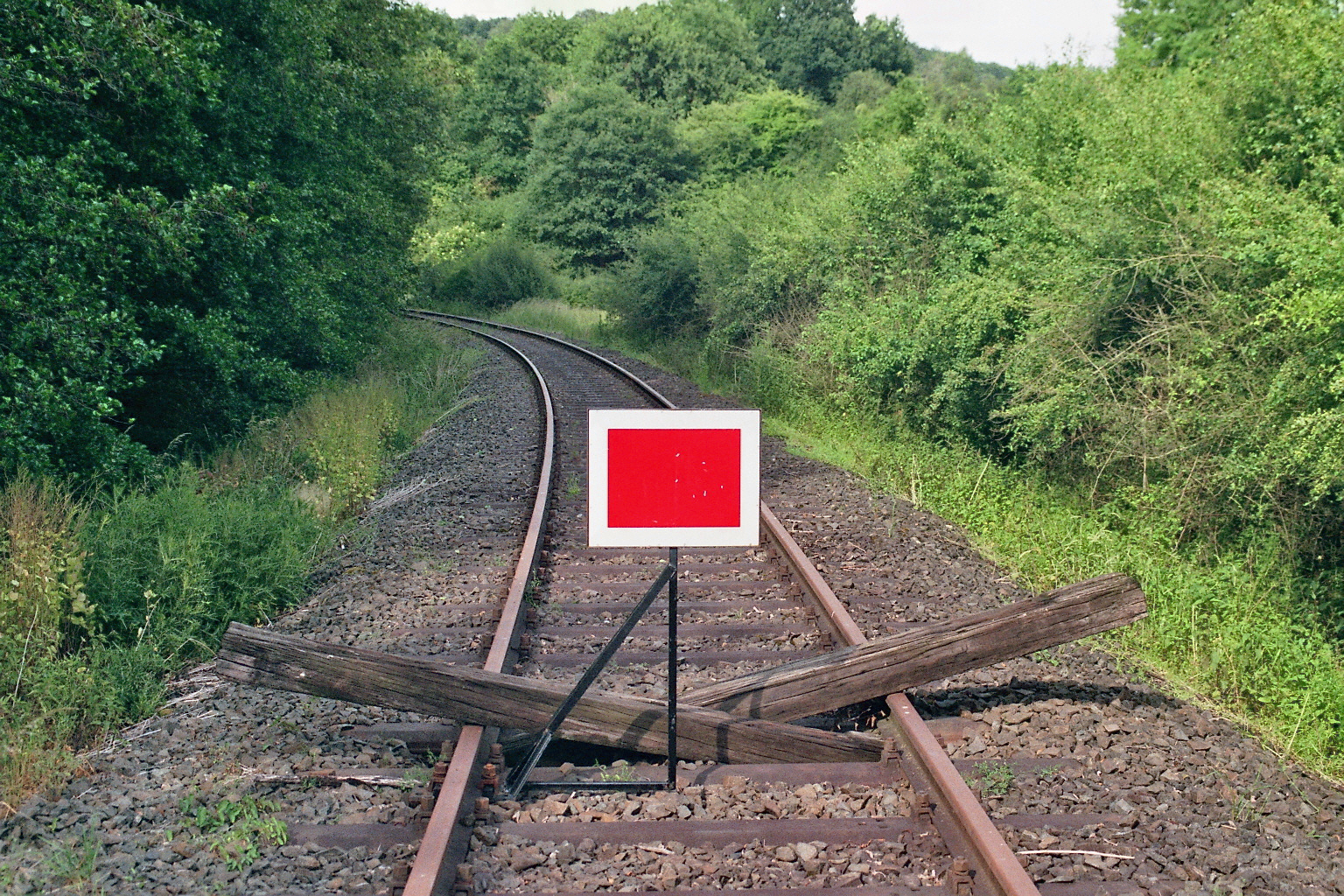
Schwellenkreuz in Hessen

Ein Schwellenkreuz ist eine Vorrichtung zum provisorischen Sperren eines Gleises mit Schotteroberbau, in das durch Stilllegung, wegen Bauarbeiten oder Ähnlichem nicht mehr eingefahren werden darf. Es besteht aus zwei losen hölzernen Bahnschwellen, die schräg in den Gleisrost gesteckt werden, so dass beide Schwellen jeweils mit einem Ende unter einer der beiden Schienen stecken und mit dem anderen Ende auf der anderen Schiene aufliegen. Häufig wird ein Schwellenkreuz auch durch eine Wärterhaltscheibe (Signal Sh 2) ergänzt.